# Liste der Nummer-eins-Hits in den USA (1962)
Dies ist eine Liste der Nummer-eins-Hits in den von Billboard ermittelten Charts in den USA (Hot 100) im Jahr 1962. In diesem Jahr gab es einundzwanzig Nummer-eins-Singles und neun Nummer-eins-Alben.

## Singles
| ← 1961 ← | Liste der Nummer-eins-Hits in den USA | Liste der Nummer-eins-Hits in den USA                 | Liste der Nummer-eins-Hits in den USA                                    | 1963 →                    |
| \| Zeitraum \| Wo. ges. \| Interpret \| Titel Autor(en) \| Zusätzliche Informationen \| \| (Zeitraum, Wochen auf Platz eins, Interpret, Titel, Autor[en], zusätzliche Informationen) \| \| \| \| \| \| ----------------------------------------------------------------------------------------- \| -------- \| ----------------------------------------------------- \| --------------------------------------------------------------------------- \| ------------------------- \| \| 31. Dezember 1961 – 12. Januar 1962 2 Wochen (insgesamt 4) \| 4 \| The Tokens with Sammy Lowe & His Orchestra \| The Lion Sleeps Tonight[1] George David Weiss, Hugo Peretti, Luigi Creatore \| - \| \| 13. Januar 1962 – 26. Januar 1962 2 Wochen (insgesamt 3) \| 3 \| Chubby Checker \| The Twist[2] Hank Ballard \| - \| \| 27. Januar 1962 – 16. Februar 1962 3 Wochen (insgesamt 3) \| 3 \| Joey Dee & the Starliters \| Peppermint Twist[3] Joey Dee, Henry Glover \| - \| \| 17. Februar 1962 – 9. März 1962 3 Wochen (insgesamt 3) \| 3 \| Gene Chandler \| Duke of Earl[4] Bernice Williams, Earl Edwards, Eugene Dixon \| - \| \| 10. März 1962 – 30. März 1962 3 Wochen (insgesamt 3) \| 3 \| Bruce Channel \| Hey! Baby[5] Bruce Channel, Margaret Cobb \| - \| \| 31. März 1962 – 6. April 1962 1 Woche (insgesamt 1) \| 1 \| Connie Francis \| Don’t Break the Heart That Loves You[6] Benny Davis, Ted Murry \| - \| \| 7. April 1962 – 20. April 1962 2 Wochen (insgesamt 2) \| 2 \| Shelley Fabares \| Johnny Angel[7] Lee Pockriss, Lyn Duddy \| - \| \| 21. April 1962 – 4. Mai 1962 2 Wochen (insgesamt 2) \| 2 \| Elvis Presley with The Jordanaires \| Good Luck Charm[8] Aaron Schroeder, Wally Gold \| - \| \| 5. Mai 1962 – 25. Mai 1962 3 Wochen (insgesamt 3) \| 3 \| The Shirelles \| Soldier Boy[9] Luther Dixon, Florence Greenberg \| - \| \| 26. Mai 1962 – 1. Juni 1962 1 Woche (insgesamt 1) \| 1 \| Mr. Acker Bilk with The Leon Young String Chorale \| Stranger on the Shore[10] Acker Bilk, Leon Young \| - \| \| 2. Juni 1962 – 6. Juli 1962 5 Wochen (insgesamt 5) \| 5 \| Ray Charles with Marty Paich & His Orchestra & Chorus \| I Can’t Stop Loving You[11] Don Gibson \| - \| \| 7. Juli 1962 – 13. Juli 1962 1 Woche (insgesamt 1) \| 1 \| David Rose & His Orchestra \| The Stripper[12] David Rose \| - \| \| 14. Juli 1962 – 10. August 1962 4 Wochen (insgesamt 4) \| 4 \| Bobby Vinton \| Roses Are Red (My Love)[13] Al Byron, Paul Evans \| - \| \| 11. August 1962 – 24. August 1962 2 Wochen (insgesamt 2) \| 2 \| Neil Sedaka \| Breaking Up Is Hard to Do[14] Neil Sedaka, Howard Greenfield \| - \| \| 25. August 1962 – 31. August 1962 1 Woche (insgesamt 1) \| 1 \| Little Eva \| The Loco-Motion[15] Gerry Goffin, Carole King \| - \| \| 1. September 1962 – 14. September 1962 2 Wochen (insgesamt 2) \| 2 \| Tommy Roe \| Sheila[16] Tommy Roe \| - \| \| 15. September 1962 – 19. Oktober 1962 5 Wochen (insgesamt 5) \| 5 \| The Four Seasons \| Sherry[17] Bob Gaudio \| - \| \| 20. Oktober 1962 – 2. November 1962 2 Wochen (insgesamt 2) \| 2 \| Bobby "Boris" Pickett & The Crypt Kickers \| Monster Mash[18] Bobby Pickett, Leonard L. Capizzi \| - \| \| 3. November 1962 – 16. November 1962 2 Wochen (insgesamt 2) \| 2 \| The Crystals \| He’s a Rebel[19] Gene Pitney \| - \| \| 17. November 1962 – 21. Dezember 1962 5 Wochen (insgesamt 5) \| 5 \| The Four Seasons \| Big Girls Don’t Cry[20] Bob Crewe, Bob Gaudio \| - \| \| 21. Dezember 1962 – 11. Januar 1963 3 Wochen (insgesamt 3) \| 3 \| The Tornados \| Telstar[21] Joe Meek \| - \| |                                       |                                                       |                                                                          |                           |
| ← 1961 |                                       |                                                       |                                                                          | → 1963 →                  |
| Zeitraum | Wo. ges.                              | Interpret                                             | Titel Autor(en)                                                          | Zusätzliche Informationen |
| (Zeitraum, Wochen auf Platz eins, Interpret, Titel, Autor[en], zusätzliche Informationen) |                                       |                                                       |                                                                          |                           |
| 31. Dezember 1961 – 12. Januar 1962 2 Wochen (insgesamt 4) | 4                                     | The Tokens with Sammy Lowe & His Orchestra            | The Lion Sleeps Tonight George David Weiss, Hugo Peretti, Luigi Creatore | -                         |
| 13. Januar 1962 – 26. Januar 1962 2 Wochen (insgesamt 3) | 3                                     | Chubby Checker                                        | The Twist Hank Ballard                                                   | -                         |
| 27. Januar 1962 – 16. Februar 1962 3 Wochen (insgesamt 3) | 3                                     | Joey Dee & the Starliters                             | Peppermint Twist Joey Dee, Henry Glover                                  | -                         |
| 17. Februar 1962 – 9. März 1962 3 Wochen (insgesamt 3) | 3                                     | Gene Chandler                                         | Duke of Earl Bernice Williams, Earl Edwards, Eugene Dixon                | -                         |
| 10. März 1962 – 30. März 1962 3 Wochen (insgesamt 3) | 3                                     | Bruce Channel                                         | Hey! Baby Bruce Channel, Margaret Cobb                                   | -                         |
| 31. März 1962 – 6. April 1962 1 Woche (insgesamt 1) | 1                                     | Connie Francis                                        | Don’t Break the Heart That Loves You Benny Davis, Ted Murry              | -                         |
| 7. April 1962 – 20. April 1962 2 Wochen (insgesamt 2) | 2                                     | Shelley Fabares                                       | Johnny Angel Lee Pockriss, Lyn Duddy                                     | -                         |
| 21. April 1962 – 4. Mai 1962 2 Wochen (insgesamt 2) | 2                                     | Elvis Presley with The Jordanaires                    | Good Luck Charm Aaron Schroeder, Wally Gold                              | -                         |
| 5. Mai 1962 – 25. Mai 1962 3 Wochen (insgesamt 3) | 3                                     | The Shirelles                                         | Soldier Boy Luther Dixon, Florence Greenberg                             | -                         |
| 26. Mai 1962 – 1. Juni 1962 1 Woche (insgesamt 1) | 1                                     | Mr. Acker Bilk with The Leon Young String Chorale     | Stranger on the Shore Acker Bilk, Leon Young                             | -                         |
| 2. Juni 1962 – 6. Juli 1962 5 Wochen (insgesamt 5) | 5                                     | Ray Charles with Marty Paich & His Orchestra & Chorus | I Can’t Stop Loving You Don Gibson                                       | -                         |
| 7. Juli 1962 – 13. Juli 1962 1 Woche (insgesamt 1) | 1                                     | David Rose & His Orchestra                            | The Stripper David Rose                                                  | -                         |
| 14. Juli 1962 – 10. August 1962 4 Wochen (insgesamt 4) | 4                                     | Bobby Vinton                                          | Roses Are Red (My Love) Al Byron, Paul Evans                             | -                         |
| 11. August 1962 – 24. August 1962 2 Wochen (insgesamt 2) | 2                                     | Neil Sedaka                                           | Breaking Up Is Hard to Do Neil Sedaka, Howard Greenfield                 | -                         |
| 25. August 1962 – 31. August 1962 1 Woche (insgesamt 1) | 1                                     | Little Eva                                            | The Loco-Motion Gerry Goffin, Carole King                                | -                         |
| 1. September 1962 – 14. September 1962 2 Wochen (insgesamt 2) | 2                                     | Tommy Roe                                             | Sheila Tommy Roe                                                         | -                         |
| 15. September 1962 – 19. Oktober 1962 5 Wochen (insgesamt 5) | 5                                     | The Four Seasons                                      | Sherry Bob Gaudio                                                        | -                         |
| 20. Oktober 1962 – 2. November 1962 2 Wochen (insgesamt 2) | 2                                     | Bobby "Boris" Pickett & The Crypt Kickers             | Monster Mash Bobby Pickett, Leonard L. Capizzi                           | -                         |
| 3. November 1962 – 16. November 1962 2 Wochen (insgesamt 2) | 2                                     | The Crystals                                          | He’s a Rebel Gene Pitney                                                 | -                         |
| 17. November 1962 – 21. Dezember 1962 5 Wochen (insgesamt 5) | 5                                     | The Four Seasons                                      | Big Girls Don’t Cry Bob Crewe, Bob Gaudio                                | -                         |
| 21. Dezember 1962 – 11. Januar 1963 3 Wochen (insgesamt 3) | 3                                     | The Tornados                                          | Telstar Joe Meek                                                         | -                         |

## Alben

### Mono
| ← 1961 ← | Liste der Nummer-eins-Alben in den USA | Liste der Nummer-eins-Alben in den USA | Liste der Nummer-eins-Alben in den USA     | 1963 →                    |
| \| Zeitraum \| Wo. ges. \| Interpret \| Titel \| Zusätzliche Informationen \| \| (Zeitraum, Wochen auf Platz eins, Interpret, Titel, zusätzliche Informationen) \| \| \| \| \| \| ------------------------------------------------------------------------------ \| -------- \| ------------------- \| ---------------------------------------------- \| ------------------------- \| \| 31. Dezember 1961 – 4. Mai 1962 18 Wochen (insgesamt 20) \| 20 \| Elvis Presley \| Blue Hawaii[22] \| - \| \| 5. Mai 1962 – 22. Juni 1962 7 Wochen (insgesamt 10) \| 10 \| Original Soundtrack \| West Side Story[23] \| - \| \| 23. Juni 1962 – 28. September 1962 14 Wochen (insgesamt 14) \| 14 \| Ray Charles \| Modern Sounds in Country and Western Music[24] \| - \| \| 29. September 1962 – 19. Oktober 1962 3 Wochen (insgesamt 10) \| 10 \| Original Soundtrack \| West Side Story \| - \| \| 20. Oktober 1962 – 30. November 1962 6 Wochen (insgesamt 6) \| 6 \| Peter, Paul & Mary \| Peter, Paul and Mary[25] \| - \| \| 1. Dezember 1962 – 14. Dezember 1962 2 Wochen (insgesamt 2) \| 2 \| Allan Sherman \| My Son, The Folk Singer[26] \| - \| \| 15. Dezember 1962 – 28. Dezember 1962 2 Wochen (insgesamt 2) \| 2 \| Vaughn Meader \| The First Family[27] \| - \| |                                        |                                        |                                            |                           |
| ← 1961 |                                        |                                        |                                            | → 1963 →                  |
| Zeitraum | Wo. ges.                               | Interpret                              | Titel                                      | Zusätzliche Informationen |
| (Zeitraum, Wochen auf Platz eins, Interpret, Titel, zusätzliche Informationen) |                                        |                                        |                                            |                           |
| 31. Dezember 1961 – 4. Mai 1962 18 Wochen (insgesamt 20) | 20                                     | Elvis Presley                          | Blue Hawaii                                | -                         |
| 5. Mai 1962 – 22. Juni 1962 7 Wochen (insgesamt 10) | 10                                     | Original Soundtrack                    | West Side Story                            | -                         |
| 23. Juni 1962 – 28. September 1962 14 Wochen (insgesamt 14) | 14                                     | Ray Charles                            | Modern Sounds in Country and Western Music | -                         |
| 29. September 1962 – 19. Oktober 1962 3 Wochen (insgesamt 10) | 10                                     | Original Soundtrack                    | West Side Story                            | -                         |
| 20. Oktober 1962 – 30. November 1962 6 Wochen (insgesamt 6) | 6                                      | Peter, Paul & Mary                     | Peter, Paul and Mary                       | -                         |
| 1. Dezember 1962 – 14. Dezember 1962 2 Wochen (insgesamt 2) | 2                                      | Allan Sherman                          | My Son, The Folk Singer                    | -                         |
| 15. Dezember 1962 – 28. Dezember 1962 2 Wochen (insgesamt 2) | 2                                      | Vaughn Meader                          | The First Family                           | -                         |

### Stereo
| ← 1961 ← | Liste der Nummer-eins-Alben in den USA | Liste der Nummer-eins-Alben in den USA | Liste der Nummer-eins-Alben in den USA     | 1963 →                    |
| \| Zeitraum \| Wo. ges. \| Interpret \| Titel \| Zusätzliche Informationen \| \| (Zeitraum, Wochen auf Platz eins, Interpret, Titel, zusätzliche Informationen) \| \| \| \| \| \| ------------------------------------------------------------------------------ \| -------- \| --------------------------- \| ------------------------------------------ \| ------------------------- \| \| 31. Dezember 1961 – 12. Januar 1962 2 Wochen (insgesamt 7) \| 7 \| Enoch Light & His Orchestra \| Sound 35/MM[28] \| - \| \| 13. Januar 1962 – 19. Januar 1962 1 Woche (insgesamt 1) \| 1 \| Mitch Miller & The Gang \| Holiday Sing Along with Mitch[29] \| - \| \| 20. Januar 1962 – 9. Februar 1962 3 Wochen (insgesamt 4) \| 4 \| Elvis Presley \| Blue Hawaii \| - \| \| 10. Februar 1962 – 6. April 1962 8 Wochen (insgesamt 12) \| 12 \| Original Soundtrack \| Breakfast at Tiffany’s[30] \| - \| \| 7. April 1962 – 13. April 1962 1 Woche (insgesamt 4) \| 4 \| Elvis Presley \| Blue Hawaii \| - \| \| 14. April 1962 – 11. Mai 1962 4 Wochen (insgesamt 12) \| 12 \| Original Soundtrack \| Breakfast at Tiffany’s \| - \| \| 12. Mai 1962 – 10. August 1962 13 Wochen (insgesamt 32) \| 32 \| Original Soundtrack \| West Side Story \| - \| \| 11. August 1962 – 17. August 1962 1 Woche (insgesamt 1) \| 1 \| Ray Charles \| Modern Sounds in Country and Western Music \| - \| \| 18. August 1962 – 28. Dezember 1962 19 Wochen (insgesamt 32) \| 32 \| Original Soundtrack \| West Side Story \| - \| |                                        |                                        |                                            |                           |
| ← 1961 |                                        |                                        |                                            | → 1963 →                  |
| Zeitraum | Wo. ges.                               | Interpret                              | Titel                                      | Zusätzliche Informationen |
| (Zeitraum, Wochen auf Platz eins, Interpret, Titel, zusätzliche Informationen) |                                        |                                        |                                            |                           |
| 31. Dezember 1961 – 12. Januar 1962 2 Wochen (insgesamt 7) | 7                                      | Enoch Light & His Orchestra            | Sound 35/MM                                | -                         |
| 13. Januar 1962 – 19. Januar 1962 1 Woche (insgesamt 1) | 1                                      | Mitch Miller & The Gang                | Holiday Sing Along with Mitch              | -                         |
| 20. Januar 1962 – 9. Februar 1962 3 Wochen (insgesamt 4) | 4                                      | Elvis Presley                          | Blue Hawaii                                | -                         |
| 10. Februar 1962 – 6. April 1962 8 Wochen (insgesamt 12) | 12                                     | Original Soundtrack                    | Breakfast at Tiffany’s                     | -                         |
| 7. April 1962 – 13. April 1962 1 Woche (insgesamt 4) | 4                                      | Elvis Presley                          | Blue Hawaii                                | -                         |
| 14. April 1962 – 11. Mai 1962 4 Wochen (insgesamt 12) | 12                                     | Original Soundtrack                    | Breakfast at Tiffany’s                     | -                         |
| 12. Mai 1962 – 10. August 1962 13 Wochen (insgesamt 32) | 32                                     | Original Soundtrack                    | West Side Story                            | -                         |
| 11. August 1962 – 17. August 1962 1 Woche (insgesamt 1) | 1                                      | Ray Charles                            | Modern Sounds in Country and Western Music | -                         |
| 18. August 1962 – 28. Dezember 1962 19 Wochen (insgesamt 32) | 32                                     | Original Soundtrack                    | West Side Story                            | -                         |